# Eclips (roman)
Eclips is het derde boek uit de Twilight-serie geschreven door de Amerikaanse schrijfster Stephenie Meyer. De oorspronkelijke titel is Eclipse. Het is op 3 april 2009 in het Nederlands uitgebracht en oorspronkelijk uitgebracht in 2007. 
Het boek wordt voorafgegaan door Twilight en Nieuwe Maan (New Moon) en gevolgd door Morgenrood (Breaking Dawn)

## Verhaallijn
Het boek gaat verder met het verhaal tussen Isabella "Bella" Swan en haar onmogelijke liefde met Edward Cullen, een vampier.
Ook in Eclips is Bella weer een ware gevarenmagneet. Terwijl Victoria nog altijd op wraak zint voor de moord op haar geliefde James, strijden Edward en Jacob om Bella's liefde. Deze strijd wordt verergerd door het feit dat Edward als vampier en Jacob als weerwolf natuurlijke aartsvijanden zijn. Bella probeert zich hiertussen te handhaven als een neutraal persoon, en vergelijkt zichzelf dan ook met 'Zwitserland'. Ondertussen wordt Seattle belaagd door een reeks mysterieuze moordzaken.
Wanneer Bella bij de Cullens overnacht vertelt Rosalie haar levensverhaal in de hoop Bella's gedachten te veranderen. Rosalies dromen zijn door groot onrecht verpulverd toen haar verloofde en zijn vrienden haar hadden verkracht en haar voor dood achterlieten. Carlisle heeft haar ternauwernood van de dood kunnen redden. Nog altijd droomt zij van kinderen.
Ook Jaspers personage wordt iets verdiept. Jasper vertelt zijn verhaal van zijn vroegere vampierenfamilie. Door zijn vermogen om gevoelens te beïnvloeden maar ook te ervaren is het doden van mensen hem tegen gaan staan. Jasper is degene die herkent wat er in Seattle gebeurt. Iemand creëert een leger van vampieren.
Jasper komt oorspronkelijk uit Houston, Texas. Al in zijn mensenleven had Jasper een goed gevoel van de sfeer om zich heen en wist hij hoe hij dat kon beïnvloeden. Hij werd tot vampier gecreëerd door Maria, die een leger van vampieren wilde opzetten. Jasper en Maria zijn decennia bij elkaar gebleven totdat Jasper besloot om weg te gaan omdat hij doorkreeg dat Maria niet van hem hield, maar gewoon gebruikte. Op zijn dwaaltocht heeft Alice hem gevonden en sindsdien hebben ze bij de Cullens geleefd.
Wanneer Bella erachter komt dat Victoria degene is die een vampierleger in Seattle wil creëren om haar te vermoorden, besluit Jasper om zijn strategische kennis over te dragen aan de Cullens en de weerwolven en ontstaat er een tijdelijk verbond tussen de twee families.
Wanneer het vampierenleger naar Forks komt om Bella te doden zijn de Cullens en de weerwolven hierop voorbereid.Het gevecht verloopt vlot, zonder dat er iemand gewond raakt. Jacob raakt echter dan wel gewond, zijn botten aan de rechterkant zijn helemaal verbrijzeld. Wanneer Bella hem bezoekt praten ze over hun liefde. Bella verklaart echter dat ze niet zonder Edward kan. Wanneer ze Jacob als haar persoonlijke zon omschrijft, refereert hij naar Edward als een eclips.
Bella besluit toch met Edward te trouwen. Edward nodigt Jacob uit tegen Bella's wil omdat ze denkt dat hij zich dan verplicht gaat voelen om te komen. Na die uitnodiging wordt Jacob verdrietig en boos omdat hij weet dat ze daarna een vampier wordt. Hij verandert in een weerwolf om zijn verdriet te verwerken, hij besluit om daarna nooit meer in een mens te veranderen.

## Titel
Voor Bella is Jacob haar zon, degene die haar gelukkig maakt. Jacob weet echter dat hij nooit tegen Edward op zal kunnen en dat ze Edward altijd als haar zielsverwant zal zien en hem als haar beste vriend. Hij vergelijkt Edward met een eclips, want tegen deze toestand zal hij als haar zon nooit op kunnen.
Jacob zegt in het boek: 'De wolken kan ik wel aan, maar tegen een eclips kan ik niet vechten.'

## Omslag
Op de omslag zien we een lint. Het gebroken lint symboliseert de keuze tussen haar weerwolfvriend Jacob en haar vampieren liefde Edward. Het lint symboliseert ook dat Bella nooit volledig zal kunnen breken met haar menselijke leven. 